# Tamsola tarda
Tamsola tarda là một loài bướm đêm trong họ Erebidae.